# São Jerónimo (Albrecht Dürer)
São Jerónimo é uma das obras de Albrecht Dürer representando Jerónimo de Estridão.
Pintado em 1521, tendo como modelo um homem de 93 anos, o quadro foi oferecido a um secretário da feitoria portuguesa em Antuérpia, que o trouxe para Portugal em 1549. Mais tarde, foi propriedade de D. José Maria de Almada Castro Noronha da Silveira Lobo, 1.º Conde de Carvalhais. Está no Museu Nacional de Arte Antiga em Lisboa.
Segundo o MNAA: "Esta obra-prima de Dürer constitui uma solução inovadora na iconografia e nas formas de representação pictórica do santo patrono dos humanistas cristãos. O doutor da Igreja é aqui representado pela poderosa, concentrada e sintética imagem de um velho sábio, que melancolicamente medita sobre a morte e a contingência da condição humana e cujo olhar nos interpela e envolve nesse exercício de sabedoria."

## Descrição e estilo
Segundo o MatrizNet, São Jerónimo, tradutor da Bíblia para Latim, tornou-se a partir do século XV o patrono dos humanistas cristãos. Na pintura portuguesa do mesmo período é um dos santos mais representados. O próprio Dürer já em 1514 havia desenhado o santo meditando sobre as Sagradas Escrituras.
Ainda segundo o MatrizNet, para a execução desta pintura conhecem-se cinco estudos desenhados, referentes a pormenores e ao retrato, para o qual o pintor tomou como modelo um homem de 93 anos. A figura do santo ocupa a quase totalidade da superfície do quadro, tendo o pintor optado por reduzir o espaço circundante ao mínimo de forma a conferir maior ênfase ao simbolismo dos vários atributos para os quais São Jerónimo chama a atenção do espectador. Nem por isso a composição deixa de ser um modelo de equilíbrio com uma diagonal simbólica que vai da pena ao crucifixo, a forte oposição entre o verde de fundo e o vermelho da roupagem que criam uma moldura onde sobressai todo o efeito da luz e da matéria pictural nas carnações envelhecidas, e o destaque dado em primeiro plano aos livros e à caveira que ajudam o pintor a imprimir à figuração do Doutor da Igreja um carácter de "Memento mori" ou de "Vanitas", uma tema estreitamente relacionada com o pensamento de Erasmo de Roterdão (de quem Dürer pintou inúmeros retratos).
Os desenhos preparatórios, em papel escuro, e tintas castanhas e brancas, evidenciam desde logo a importância que Dürer queria dar à luz, por vezes quase razante, na feitura deste quadro, o que é visível tanto na caveira, como sobretudo nos efeitos conseguidos nas barbas e na pele do santo, onde o pintor define a luz por uma acumulação de pequenos traços de branco puro, paralelos, cujo processo não se distingue muito do que utilizara nos desenhos.
Os cinco desenhos preparatórios conhecidos da obra encontram-se actualmente em Viena de Áustria (Grafishe Sammlung Albertina) e em Berlim (Kupferstichakabinett).

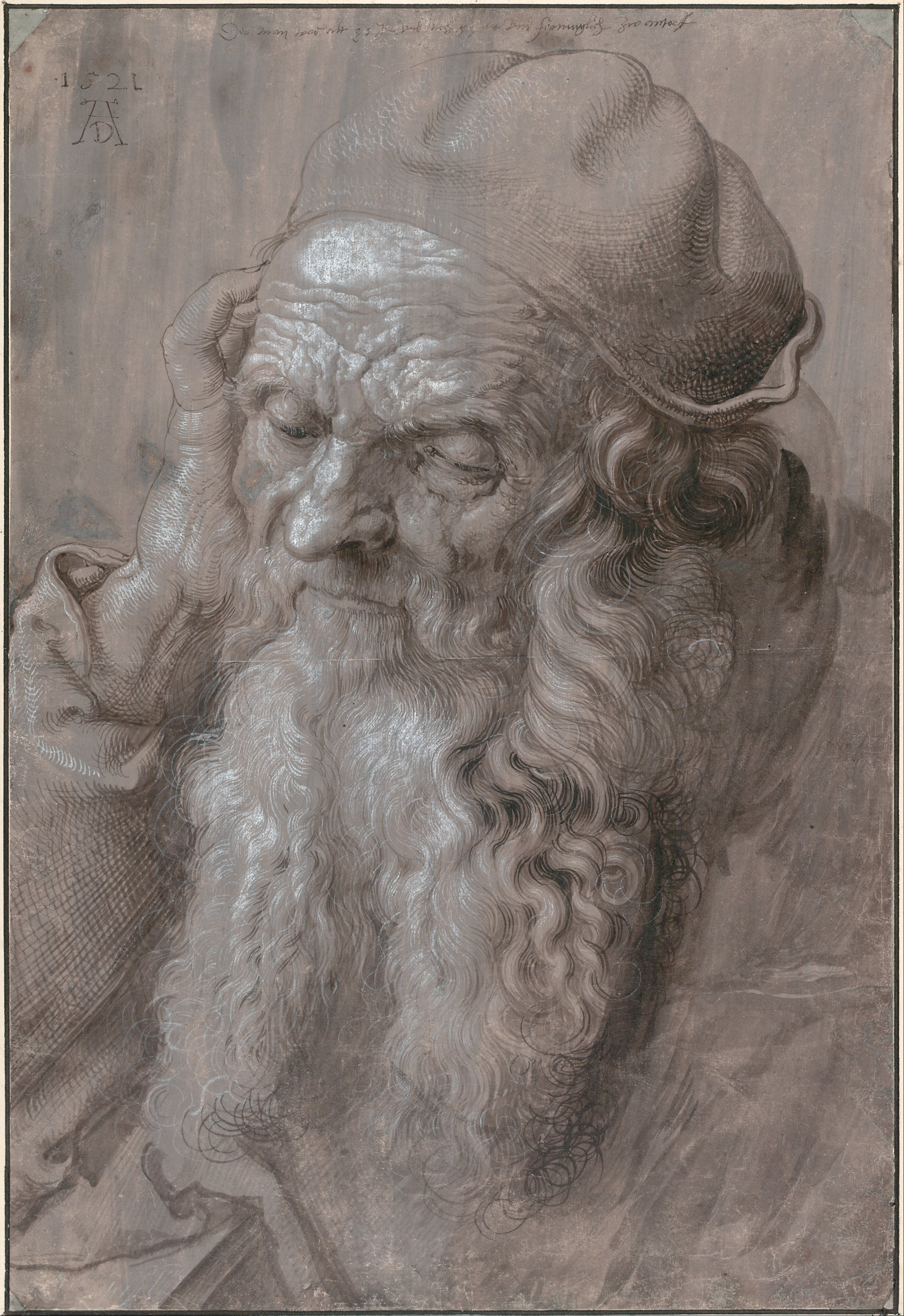
Cabeça de Idoso (1521), Galeria Albertina, Viena

## História
Segundo consta do Diário de Dürer, o artista executou durante a sua viagem aos Países Baixos (1520-1521) cinco pinturas, uma das quais representando São Jerónimo. O "São Jerónimo" do Museu Nacional de Arte Antiga foi oferecido por Dürer a Rodrigo Fernandes de Almada, que estava ligado à feitoria portuguesa de Antuérpia. Como consta do diário do pintor: "Pintei cuidadosamente em óleos um Jerónimo que dei a Rodrigo de Portugal". A obra chegou a Portugal por intermédio do embaixador de D. João III na corte de França, descendente de Rodrigo Fernandes e antepassado do conde de Carvalhaes. D. José Joaquim de Almada Castro Noronha Lobo, um dos descendentes do conde de Carvalhaes, levou a pintura para Azeitão, lugar para onde se retirou após a vitória dos Constitucionais. Por sua morte legou-a ao administrador de sua casa, o sr. Alberto Henriques Gomes de Oliveira, o qual a vendeu ao governo português em 1880 para o museu da Academia de Belas Artes, de quem era director Delfim Deodato Guedes (conde de Almedina). 
Em 1881 fez-se uma «Reforma das academias de bellas artes de Lisboa e Porto», sendo  espólio da Academia de Belas-Artes de Lisboa sido integrado no Museu Nacional de Arte Antiga